# 山岡徹也
山岡 徹也（やまおか てつや、1925年1月27日 - 1997年6月9日）は、昭和時代の日本の俳優。本名:山田 英作。
旧東京市出身。早稲田大学卒業。

## 来歴・人物
早稲田大学理工学部在学中に学徒動員し、中国大陸で少尉として戦闘機を操縦する。復員後三好十郎の戯曲研究会に加入して作家を目指すが、三好に芝居をやるように勧められたことから俳優に転身。伊藤雄之助や清水元らと共に協同劇団で活動したのち、文化座に移る。1954年からはフリーの俳優となり、恰幅の良い強面の悪役俳優として、テレビ・映画・舞台で活躍した。特に時代劇では、悪家老・悪代官・悪商人・ヤクザの親分などの貫禄ある役柄を数多く演じた。
特技は殺陣と乗馬。劇団文化座や新国劇などにも所属していた。
没後、孫が芸名を受け継ぎ、2004年から2006年まで俳優活動をしていた。なお、現在は山岡竜弘と改名して活動を続けている。

## 出演作品

### テレビドラマ

#### 時代劇
- 岩窟王より ばらの伯爵（1958年、KR）
- 灯、今も消えず 「坂本竜馬」（1958 - 1959年、NTV） - 勤番
- お笑い清水港（1959年、KR）
- 風流あばれ奉行（1960 - 1961年、KR）
- 旗本退屈男 （1959 - 1960年、KR）  ※中村竹弥版
- 新選組始末記（1961年 - 1962年、TBS） - 原田左之助 / ※中村竹弥版
- 宮本武蔵（1961 - 1962年、CX）  ※丹波哲郎版
- 鞍馬天狗（1963年、TBS） - 佐々木唯三郎 / ※中村竹弥版
- 天下を取れ（1964年、NTV） - 上杉顕定
- 幕末（1964 - 1965年、TBS）
- 隠密剣士 第九部 傀儡忍法帖 第4 - 6、8、9話（1964年、TBS / 宣弘社） - 十六夜闇蔵
- 三匹の侍（CX）
  - 第3シリーズ 第2話「暴れろ半造」（1965年）
  - 第4シリーズ 第8話「おんな三題 板橋の宿」（1966年）
  - 第5シリーズ 第21話「助三郎覚書」（1968年） - 池上玄蕃
  - 新三匹の侍（1970年）
    - 第2話「申の刻には獣が死ぬ」 - 宮川
    - 第7話「荒馬娘が吠える町」 - 虎五郎
- 文五捕物絵図 第9話「影の部分」（1967年、NHK）
- 風（TBS / 松竹）
  - 第3話「王手飛車とり」（1967年） - 千田
  - 第39話「帰って来た男」（1968年） - 鷺沼陣十郎
- 銭形平次 （CX / 東映） 
  - 第78話「卍鍵」（1967年） - 風見一平太
  - 第132話「怪盗稲荷小僧」（1968年） - 岡部半九郎
  - 第153話「駕籠の中の女」（1969年） - 根津采女
  - 第203話「御用金の行方」（1970年） - 勝造
  - 第218話「十手の怒り」（1970年） - 鉄駒政
  - 第241話「夫婦ざんげ」（1970年） - 鉄造
  - 第248話「なさけ深川」（1971年） - 松木屋徳蔵
  - 第270話「女湯の十手」（1971年） - 吉次
  - 第286話「お母ん かんにん」（1971年） - 郡大八
  - 第306話「隅田さわぎ」（1972年） - 井上軍八
  - 第344話「人情豆狸横丁」（1972年） - 聖天の大五
  - 第360話「十手を捨てるとき」（1973年） - 治平
  - 第411話「江戸は今夜も」（1974年） - 鮫州の政五郎
  - 第432話「悪の装い」（1974年） - 駒蔵
  - 第448話「紅とかげ」（1974年） - 陣十郎
  - 第471話「一人だけの約束」（1975年） - 市兵ヱ
  - 第539話「平次を狙え!」（1976年） - 岩五郎
  - 第569話「可愛げのない娘」（1977年） - 伍兵
  - 第832話「針のむしろ」（1982年） - 松戸屋
- 大河ドラマ / 竜馬がゆく（1968年、NHK）
- 野次馬がいく 第19話「許せ!裏切り」（1968年、NET / 東映）
- 素浪人シリーズ（NET / 東映）
  - 素浪人 月影兵庫 第2シリーズ 第65話「お酒がソッポを向いていた」（1968年） - 三右衛門
  - 素浪人 花山大吉
    - 第16話「地獄の鐘が鳴っていた」（1969年） - はっすんの虎松
    - 第29話「腹の虫が怒っていた」（1969年） - 無念達願流道場の門弟
    - 第42話「大めし喰らって弱かった」（1969年） - 下仁田の仲蔵親分
    - 第53話「ドカンと一発春がきた」（1970年） - 黒谷の大五郎
    - 第65話「南の果てでもめていた」（1970年） - 吉兵衛
    - 第80話「オヤジよあなたはヒドかった」（1970年） - 秀蔵
    - 第103話「目をさましたら死んでいた」（1970年） - 熊太郎

  - 素浪人 天下太平（1973年）
    - 第8話「夕焼け子焼けの子守唄」 - 熊蔵
    - 第14話「雨降り花嫁さんどこへいく」 - 月光

  - いただき勘兵衛 旅を行く 第12話「非道無残の果てだとさ」（1973年） - 中江民部
- 用心棒シリーズ（NET / 東映）
  - 待っていた用心棒（1968年）
    - 第10話「天神さまの細道」 - 松井田啓蔵
    - 第24話「狙撃者たち」 - 鏑木半兵ヱ

  - 帰って来た用心棒
    - 第16話「夜に消えた」（1968年） - 潮田作左ヱ門
    - 第23話「おことうさん」（1969年） - 井田貞蔵
- 大奥 第32話「刀傷お鈴廊下」（1968年、KTV / 東映） - 阿部備後守
- 旅がらすくれないお仙（NET / 東映）
  - 第12話「欲張っちゃいけない」（1968年）
  - 第24話「だって憎いのよ」（1969年）
  - 第39話「大丈夫?横になるわよ」（1969年）
- 天を斬る（NET / 東映）
  - 第4話「紫の袱紗」（1969年） - 犬島陣蔵
  - 第23話「石に咲く花」（1970年） - 岩五郎
- 女殺し屋 花笠お竜 第6話「殺人街道に花が舞う」（1969年、12ch / 国際放映）
- 水戸黄門（TBS / C.A.L）
  - 第1部 第22話「決闘・砂塵の宿 -金津-」（1969年） - 磯貝新兵ヱ
  - 第2部 第20話「喧嘩買います -木曽福島-」（1971年） - 村井軍太夫
  - 第3部 第19話「姿なき復讐 -徳島-」（1972年）  - 山名屋五兵衛
  - 第6部（1975年）
    - 第4話「わしは天下の大泥棒 -八代-」 - 脇田屋作兵衛
    - 第13話「忍びの女 -鳥取-」 - 因州屋重兵衛

  - 第7部 第11話「津軽こぎん -弘前-」（1976年） - 嘉兵衛
  - 第8部（1977年）
    - 第13話「芝居になった漫遊記 -伊勢-」 - 田丸屋伝兵衛
    - 第22話「海鳴り龍王岬 -高知-」 - 升形屋藤造

  - 第9部 第17話「越前めおと奉書 -福井-」（1978年） - 惣助
  - 第10部
    - 第11話「黄門様は呼びこみ日本一!! -四日市-」（1979年） - 佃屋紋次
    - 第26話「日本晴れ!!水戸街道 -水戸-」（1980年） - 藤五郎

  - 第11部
    - 第17話「親不孝トンテンカン -三条-」（1980年） - 倉賀野利平
    - 第21話「初春 黄門さまの用心棒 -秩父-」（1981年） - 大滝辰蔵

  - 第12部 第6話「助さんそっくり千両役者 -郡上八幡-」（1981年） - 春駒の太郎兵衛
  - 第13部 第12話「伊勢参り 娘初春七変化 -伊勢-」（1983年） - 二見屋権蔵
  - 第14部 第5話「三年味噌に賭けた意地 -仙台-」（1983年） - 大門屋
- 右門捕物帖 第16話「十六番手柄 松葉小僧」（1970年、NTV / 東宝） - 堀内美濃守 / ※中村吉右衛門版
- 大坂城の女（1970年、CX / 東映） - 小笠原少斎
  - 第24話「戦国の母は哀し」
  - 第25話「関ヶ原合戦秘話」
- 大岡越前（TBS / C.A.L）
  - 第1部 第25話「纏女房」（1970年） - 喜兵衛
  - 第2部（1971年）
    - 第20話「若様誘拐事件」 - 安間の朋輩
    - 第24話「やまいぬ」 - 吉兵ヱ

  - 第4部 第14話「巷談 縛られ地蔵」（1975年） - 丹後屋伝兵衛
  - 第5部（1978年）
    - 第6話「足を洗った女」 - 田原屋三右衛門
    - 第14話「将軍様の人情裁き」 - 伊豆屋仁兵衛

  - 第6部 第4話「オランダ先生拳法仁術」（1982年） - 白子屋宗助
- 遠山の金さん（NET・ANB / 東映）
  - 遠山の金さん捕物帳（NET）　※中村梅之助版
    - 第13話「白州で殺された男」（1970年） - 二階堂兵部
    - 第125話「緋桜を狙う男」（1972年） - 伊平
    - 第148話「殺しを引受けた女」（1973年） - 九鬼権六

  - ご存知遠山の金さん 第16話「おやじは天下の大泥棒」（1974年）
  - 遠山の金さん 第1シリーズ（NET・ANB）　※杉良太郎版
    - 第3話「女狐を追いつめろ!」（1975年） - 仙造
    - 第20話「一六勝負で闇を裂け!!」（1976年） - 吉次
    - 第52話「明日を知らない女」（1976年）
    - 第77話「北の海から来た男」（1977年） - 松前藩勘定奉行 田所兵庫
    - 第101話「誰がための五百両」（1977年） - 辰五郎

  - 遠山の金さん（ANB）　※高橋英樹版
    - 第12話「この男、鬼と呼ばれて七百十日!」（1982年） - 重蔵
    - 第44話「悪女にされた深川芸者!」（1983年） - 治兵衛
    - 第47話「悪女おらんの甘い罠!」（1983年） - 儀兵衛
- 柳生十兵衛 第7話「烏城の剣豪」（1970年、CX / 東映） - 寺坂主馬 / ※山口崇版
- 紅つばめお雪 第8話「昨日を失った娘」（1970年、NET / 東映）
- さむらい飛脚 第2話「深夜の使い」（1971年、NET / 東映）
- 千葉周作 剣道まっしぐら 第18話「身をすててこそ…」（1971年、TBS）- 猪平次
- 大江戸捜査網（12ch / 日活→三船プロダクション）
  - 第25話「元禄ぐれん隊」（1971年） - 赤沢の用心棒
  - 第199話「傷だらけの復讐」（1975年） - 叶屋
  - 第251話「用心棒の逆襲」（1976年） - 大和屋
  - 第326話「悪意なき幻の女」（1978年） - 津田筑前守政直
  - 第360話「狙われた恐怖の連判状」（1978年） - 沼田典膳
  - 第373話「女掏摸 初春に翔ぶ」（1979年） - 三国屋市兵衛
  - 第401話「遊女が明かす連続爆破の謎」（1979年） - 建岡采女
  - 第417話「五ツ刻の鐘は殺しの調べ」（1979年） - 吉沢典膳
  - 第435話「晴れ姿おんな隠密一番纏」（1980年） - 勝山左馬助
  - 第454話「無情 巾着切りの涙」（1980年） - 水神の軍兵ヱ
  - 第473話「非情の少女囮作戦」（1980年） - 良庵
  - 第489話「おんな湯殺人事件」（1981年） - 本間将監
  - 第521話「にせ小判一万両」（1981年） - 上総屋市兵衛
  - 第587話「八百屋お七 魔性の肌が燃える」（1983年） - 大黒屋儀平
- 清水次郎長（1971年、CX / 東映・タケワキプロ）
  - 第3話「喧嘩祝言」 - 赤寺の岩五郎
  - 第25話「弱くて強い男」 - 源生坊
- 軍兵衛目安箱（1971年、NET / 東映）
  - 第11話「いろはにほへと」 - 松五郎
  - 第25話「将軍暗殺」 - 牛五郎
- 絵島生島（1971年、12CH / 歌舞伎座テレビ室）
  - 第1話「狂恋の舞い」
  - 第2話「春らんまん」
- 江戸巷談 花の日本橋（1971年、KTV / 東映） - 田丸主水正
  - 第11話「丹下左膳と櫛巻お藤」
  - 第12話「女が惚れた暴れん坊」
- 荒野の素浪人 第1シリーズ 第4話「狙撃 関八州取締り」（1972年、NET / 三船プロ） - いかりや大五郎
- 鬼平犯科帳 第2シリーズ 第24話「大川の隠居」（1972年、NET / 東宝） - 犬走りの富造
- 弥次喜多隠密道中 第18話「夫婦隠密（四日市）」（1972年、NTV / 歌舞伎座テレビ室）
- 世なおし奉行（1972年、NET / 東映）
  - 第4話「関八州罷り通る」 - 政五郎
  - 第25話「悪のからくり」 - 水野源之丞
- さすらいの狼 第6話「竜に背いた女怪盗」(1972年、NET / 東映）
- 紫頭巾 第10話「怪談・あじさいの女」（1972年、12CH / 松竹） - 三州屋伊兵衛
- お祭り銀次捕物帳 第7話「怪談 殺された幽霊」（1972年、CX / 東映） - 定八
- 怪談 第2回「牡丹燈籠」（1972年、MBS / 歌舞伎座テレビ室） - 珍海
- 忍法かげろう斬り 第24話「忍者狩り始末」（1972年、KTV / 東映） - 朽木遠江守
- 二人の素浪人 第5話「女人村の謎」（1972年、CX / 東映） - 林外記
- おんな組アクション控 第3話「女の敵! 許しません」（1972年、12CH / C.A.L）
- 隼人が来る 第11話「嵐を呼ぶ密書」（1972年、CX / 東映） - 藤坂刑部
- 長谷川伸シリーズ（1973年、NET / 東映）
  - 第14話「江戸の花和尚」
  - 第15話「関の弥太っぺ 前編」
  - 第16話「関の弥太っぺ 後編」
  - 第29話「瞼の母」
- 地獄の辰捕物控 第18話「蘭の花は血の中に咲く」（1973年、NET / 東映）
- 眠狂四郎 第20話「紅い唇に狂四郎は死んだ」（1973年、KTV / 東映） ※田村正和版
- 旅人異三郎（1973年、12CH / 三船プロ） 
  - 第5話「おんな仁義が火祭りに映えた」 - 黒竜屋亀吉
  - 第15話「親子の愛が墓標に甦った」  - 大月の儀十
- 素浪人 天下太平（1973年、NET / 東映）
  - 第8話「夕焼け子焼けの子守唄」 - 熊蔵
  - 第14話「雨降り花嫁さんどこへいく」 - 月光
- 新選組 第9話「土方歳三 清水坂に斬り込む」（1973年、CX / 東映） - 小金井肇 / ※鶴田浩二版
- 狼・無頼控 第5話「怪猫呪いの大井戸」（1973年、MBS / 大映テレビ・映像京都）
- 必殺シリーズ（ABC / 松竹） 
  - 助け人走る 第14話「被害大妄想」（1974年） - 堀田頼母
  - 必殺からくり人・富嶽百景殺し旅 第1話「江戸 日本橋」（1978年） - 藤兵衛
  - 江戸プロフェッショナル・必殺商売人 第8話「夢売ります手折れ花」（1978年） - 大和屋儀兵衛
  - 必殺仕事人 第16話「綺麗な花にはなぜ刺があるのか?」（1979年） - 坂井屋
  - 新・必殺仕事人 第12話「主水 金一封あてにする」（1981年） - 竜神の伝兵衛
- 江戸を斬る（TBS / C.A.L） 
  - 江戸を斬る 梓右近隠密帳 第18話「大奥に挑む」（1974年） - 堺屋伊兵衛
  - 江戸を斬るII 第8話「お小夜のゆくえ」（1975年） - 巴屋十兵衛
  - 江戸を斬るIV 第24話「夫婦になった金公お京」（1979年） - 義兵ヱ
  - 江戸を斬るV 第10話「当り富札は殺しの番号」（1980年） - 越後屋庄左衛門
  - 江戸を斬るVI（1981年）
    - 第8話「義賊うの字小僧」 - 足立屋勘右衛門
    - 第15話「お千代を襲う恐怖の影」 - 山鷹組周蔵
- 旗本退屈男 第19話「分捕り金三万百両」（1974年、NET / 東映） - 小高内膳　※市川右太衛門版
- ぶらり信兵衛 道場破り 第26話「悪い道場 良い道場」（1974年） - 鬼頭権十郎
- 右門捕物帖 第1シリーズ（1974年、NET / 東映） ※杉良太郎版
  - 第6話「裏切り」
  - 第28話「くらやみ河岸」
- 大盗賊 第9話「同心を警護しろ!」（1974年、CX / 国際放映）
- 運命峠 第18話「斬風闇を裂く」（1975年、KTV / 東映） - 山際主馬
- 編笠十兵衛 第25話「討入」（1975年、CX / 東映） - 牧野長門守
- 江戸の旋風シリーズ（CX / 東宝）
  - 同心部屋御用帳 江戸の旋風 第10話「質ぐさ女房」（1975年）
  - 同心部屋御用帳 新・江戸の旋風 第29話「お役者小僧お吉」（1980年） - 紀州屋
- 長崎犯科帳 第15話「花嫁替玉大作戦」（1975年、NTV / ユニオン映画）  - 備中屋仁平
- 伝七捕物帳（NTV / ユニオン映画）
  - 第77話「むすめ捕物 恋ごころ」（1975年） - 遠州屋
  - 第158話「寄り合う肩に情の十手」（1977年） - 仙造
- 破れ傘刀舟悪人狩り（NET / 三船プロ）
  - 第52話「大江戸火焔太鼓」（1975年） - と組の万五郎
  - 第64話「悪徳の勲章」（1975年） - 浅草の万造親分
  - 第81話「振り袖の熱い涙」（1976年） - 桶屋儀三郎
- 十手無用 九丁堀事件帖（NTV / 東映）
  - 第6話「鶴のかんざし」（1975年） - 雲州屋
  - 第19話「父ちゃんが消えた!」（1976年） - 隼の太兵ヱ
- 徳川三国志 第17話「黒い米蔵を斬れ!」（1976年、NET / 東映） - 松永久太夫
- 影同心II 第21話「木枯しの中の二人」（1976年、MBS / 東映） - 武蔵屋
- お耳役秘帳 第14話 「引き裂かれた肌」（1976年、KTV / 歌舞伎座テレビ） - 佐倉屋清兵ヱ
- 江戸特捜指令 第21話「大波乱!太鼓が呼んだ黒い雲」（1976年、MBS / 三船プロダクション）
- 桃太郎侍（NTV / 東映）
  - 第6話「お鶴が渡る隅田川」（1976年） - 音五郎
  - 第39話「嘘つき小僧が飛んで来た」（1977年） - 内藤帯刀
  - 第55話「子つばめ騒動記」（1977年） - 参州屋
  - 第77話「男涙のけつねうどん」（1978年） - 豊島屋
  - 第96話「父娘を結ぶ赤い布」（1978年） - 吉五郎
  - 第112話「紅い花散る地獄旅」（1978年） - 浅井縫殿助
  - 第124話「日本一の暴れ熊」（1979年） - 仙石求馬
  - 第139話「奇跡を運ぶ白い鳩」（1979年） - 奥平玄蕃頭
  - 第147話「万才!桃太郎先生」（1979年） - 水野勘解由
  - 第171話「男涙の土俵入り」（1980年） - 井原権兵衛
  - 第182話「命を賭けた恋だった」（1980年） - 柴田伊予守
  - 第191話「人情まわり舞台」（1980年） - 細川能登守
  - 第208話「松竹梅　晴れて旅立ち」（1980年） - 日暮の金蔵
  - 第217話「その処刑許さん!」（1980年） - 笹井兵庫
  - 第230話「すずめの涙三千両」（1981年） - 黒井下野守
  - 第253話「すずめ 涙の花嫁衣裳」 （1981年） - 加納屋富造
- 五街道まっしぐら! 第10話「鉄の爪に泣く姫の恋」（1976年、NET / 東映）
- 破れ奉行（1977年、ANB / 中村プロ）
  - 第6話「紀州藩を砲撃せよ」 - 正右衛門
  - 第21話「暗黒街の白い罠」 - 加納屋
- 人形佐七捕物帳（1977年、ANB / 東映） ※松方弘樹版
  - 第7話「十手嵐の晴れ祝言」 - 五兵衛
  - 第34話「逆夢を買った女」 - 藤兵衛
- ご存知!女ねずみ小僧 第9話「旅のゆくては茜雲」（1977年、CX / 松竹） - 阿部河内守
- 新 木枯し紋次郎 第19話「女郎にはたった一言」（1978年　12CH / C.A.L） - 伝馬の佐七
- 達磨大助事件帳 第21話「還って来た幸福」（1978年、ANB / 前進座 / 国際放映） - 河津屋勘助
- 江戸の鷹 御用部屋犯科帖（1978年、ANB / 三船プロ）
  - 第10話「凶弾復讐の女豹」
  - 第27話「鉄火肌!永代河岸の女」
- 暴れん坊将軍（ANB / 東映）
  - 吉宗評判記 暴れん坊将軍
    - 第11話「日本一の木遣唄」（1978年） - 佐野屋利兵衛
    - 第21話「纏は見ていた」（1978年） - 不知火の伝蔵
    - 第60話「太陽だけが知っていた」（1979年） - 伊勢屋重兵衛
    - 第76話「正体見たり枯尾花」（1979年） - 豊後屋角右衛門
    - 第96話「お城の狸をいぶり出せ!」（1980年） - 渡海屋
    - 第116話「死んで花実の咲いたやつ」（1980年） - 駒形屋勘八
    - 第149話「偽りの絆が廻す夫婦独楽」（1981年） - 土屋重右衛門
    - 第160話「春を待たずに散った花」（1981年） - 京極出羽守
    - 第172話「男を咲かせた日蔭の花」（1981年） - 久蔵
    - 第207話「しばし名残の八百八町」（1982年） - 助十

  - 暴れん坊将軍II （1983年）
    - 第9話「女泣かせの付けぼくろ」 - 塚原武太夫
    - 第20話「花札地獄の甘い罠」 - 遠州屋市蔵
- 若さま侍捕物帳 第6話「参上!!寄席ばやし」（1978年、ANB / 国際放映） - 信濃屋
- 新五捕物帳（NTV / ユニオン映画）
  - 第38話「友の情けに廻る独楽」（1978年）
  - 第54話「岡っ引きの唄」（1979年）- 不動の九兵衛
  - 第90話「心中情けの真心」（1979年）
- 疾風同心（12ch / C.A.L）
  - 第2話「殴り込み阿片地獄」（1978年） - 西海屋宗右衛門
  - 第23話「女の罠に秘めた謎」（1979年） - 宗右衛門
- 柳生一族の陰謀 第9話「旗本の首領」 （1978年、KTV / 東映） - 堀田加賀守
- 風鈴捕物帳 第7話「盗まれた長十手」（1978年、ANB / 東映）
- 赤穂浪士（1979年、ANB / 東映） - 安井彦右衛門 / ※萬屋錦之介版
- 八丁堀暴れ軍団 第12話「娘を狙う金貸し座頭」（1979年、12ch / C.A.L） - 尾州屋清左
- 半七捕物帳 第14話「小女郎狐」（1979年、ANB / 歌舞伎座テレビ） ※尾上菊五郎版
- 破れ新九郎 第16話「流浪の女 おゆう」（1979年、ANB / 中村プロダクション） - 勘兵衛
- 日本名作怪談劇場 第13話「怪談 高野聖 白夜に浮かぶ魔性の女」（1979年、12CH） - 親仁
- 騎馬奉行 第6話「天保・黄金の犬」（1979年、KTV / 東映）
- 長七郎天下ご免!（ANB / 東映）
  - 第4話「変身!炎の京人形」（1979年） - 黒坂刑部
  - 第19話「唄を忘れた箱入娘」（1980年） - 平戸屋源兵衛
  - 第33話「恋三味線に罠を張れ!」（1980年） - 加賀屋重蔵
- そば屋梅吉捕物帳 第9話「遠山桜も男泣き」（1979年、12ch / 国際放映） - 福島屋治兵衛
- 江戸の牙 第12話「純情 魚河岸の政」（1979年、ANB / 三船プロ） - 庄兵衛
- 斬り捨て御免! 第1シリーズ 第2話「炎と燃える三十六番所の灯 後編」 （1980年、12CH）- 西国屋唐兵衛
- 雪姫隠密道中記（1980年、MBS / 東映）
  - 第5話「地獄で聞いた鈴音 -下関-」 - 長門屋喜三郎
  - 第25話「命を賭けた恩返し -保土ヶ谷-」 - 喜兵衛
- 悪党狩り 第3話「嵐の中の母子草」（1980年、12CH / 松竹 / 藤映像コーポレーション） - 虎五郎
- 鬼平犯科帳（ANB / 東宝）　※萬屋錦之介版
  - 第1シリーズ 第10話「盗法秘伝」（1980年） - 鬼頭監物
  - 第3シリーズ 第2話「兇賊」（1982年） - 網切の甚五郎
- 闇を斬れ 第14話「妻恋い逃亡・男でない男」（1981年、KTV / 松竹） - 浅田左衛門
- 時代劇スペシャル / 素浪人罷り通る 第1弾（1981年、CX）
- 文吾捕物帳 第10話「復讐さざんかの舞」（1981年、ANB / 三船プロダクション）
- 12時間超ワイドドラマ / 竜馬がゆく（1982年、TX / 中村プロ） - 能勢大隅守 / ※萬屋錦之介版
- 柳生新陰流 （1982年、TX / 中村プロ） - 酒井忠世
- 源九郎旅日記 葵の暴れん坊（ANB / 東映）
  - 第8話「いのち白浪 恋の舞」（1982年） - 笹島右京
  - 第22話「肥後の影花 わかれ花」（1982年） - 天草屋五郎次
  - 第39話「陸奥みやげ三春駒」（1983年） - 梵天の五郎太
- 松平右近事件帳（NTV / ユニオン映画）
  - 松平右近事件帳
    - 第21話「消えた花火職人」（1982年） - 赤池主膳
    - 第48話「十手に賭けた命」（1983年） - 長崎屋

  - 新・松平右近 第16話「藪が名医で名医が藪か」（1983年） - 玄斉
- 影の軍団III 第23話「くノ一最後の挑戦」（1982年、NTV / 東映）
- 柳生十兵衛あばれ旅 第18話「偽りの生き埋葬 -木曽福島-」（1983年、ANB / 東映）
- 暁に斬る! 第22話「新説 ねずみ小僧伝」（1983年、KTV / ヴァンフィル）

#### 現代劇
- ピアスTVサスペンス / 東京0時刻（KR）
  - 七百万円の誘惑（1959年）
  - 血ぬられた断層（1959年）
- ミステリー このなぞは私が解く（KR）
  - 女剣戟殺人事件 前編・後編（1959年）
  - 侵された密室（1959年）
  - 金塊を引揚げろ 前編・後編（1959年）
  - 遙かなる銃声 前編・後編（1959年）
- 決定的瞬間 第2回「いやな夜」（1961年1月12日、NTV）
- 日真名氏飛び出す（1955 - 1962年、KR）
- サンヨーテレビ劇場 / トイレット部長（1960年7月15日、KR）
- 東芝日曜劇場（TBS）
  - 第241回「夏の影」（1961年7月9日）
  - 第337回「日蔭の家」（1963年5月19日）
  - 第543回「みずぐるま」（1967年5月7日）
  - 第593回「くるま宿」（1968年4月21日）
- 特別機動捜査隊（NET / 東映）
  - 第301話「女を喰う虫」（1967年） - 運転手
  - 第303話「兄ちゃんの馬鹿」（1967年） - 穂住
  - 第383話「涙を忘れた女」（1969年） - 遠藤
  - 第484話「春の坂道」（1971年） - 甚平
  - 第487話「花咲かぬ春」（1971年） - 相良
  - 第535話「犯人は三船刑事だ」（1972年）  - 竹村
  - 第631話「大爆発」（1973年） - 源田
  - 第690話「泥水の流れの中で」（1975年） - 島村
  - 第791話「女を泣かすな」（1977年) - 松永
- 花王ファミリー劇場 / 純愛シリーズ 第112回「波にいどむ群像」（1963年、TBS）
- 挑戦者 続・ある勇気の記録 第45話「暴力飯場」（1967年、NET / 中国放送 / 東映テレビプロ）
- キイハンター 第22話「悪党ダービー」（1968年、TBS / 東映）
- 特命捜査室 第5話「消えた現金輸送機」（1969年、CX / 東映）
- 柔道一直線（1969年、TBS / 東映） - 大山倍達
  - 第8話「鬼丸火焰車」
  - 第19話「燃えろ! 不死鳥」
- 怪奇ロマン劇場 第17話「白髪鬼」（1969年、NET / 東映）
- フラワーアクション009ノ1 第8話「人魚の涙に罠がある」（1969年、CX / 東映）
- プレイガールシリーズ（12ch / 東映）
  - プレイガール
    - 第15話「怪談 濡れた女に手を出すな」（1969年）
    - 第43話「スリが狙った女のハート」（1970年）
    - 第83話「ぼん太の田舎っぺ残侠伝」（1970年）
    - 第131話「スリラー恨みをこめて接吻を」（1971年） - 森田
    - 第161話「真夜中の技くらべ」（1972年） - 黒須
    - 第188話「ギャングが女湯にやって来た」（1972年） - 黒木
    - 第198話「女が男を脱がす時」（1973年） - 畑山
    - 第209話「猟奇世界一の女」（1973年） - 中川
    - 第264話「女は濡れ場で勝負する」（1974年） - 大谷

  - プレイガールQ （12ch  / 東映） 第40話「暴力刑事罷り通る」（1975年） - 重野
- ゴールドアイ（NTV / 東映）
  - 第3話「暗殺者は女を狙う」（1970年） - キム・スーマン（マランポール日本総領事館駐在二等書記官）
  - 第25話「海底の火薬庫」（1970年） - 相沢
- 江戸川乱歩シリーズ 明智小五郎 第6話「吸血鬼」（1970年、12Ch / 東映）
- 仮面ライダーシリーズ（第1期）（MBS / 東映） 
  - 仮面ライダー
    - 第10話「よみがえるコブラ男」（1971年） - 日本金保管所所長
    - 第87話「ゲルショッカー死の配達人」（1972年） - 細谷勉

  - 仮面ライダーV3 第5話「機関銃を持ったヘビ人間!」（1973年） - 村山博士
  - 仮面ライダーX 第3話「暗殺 毒ぐも作戦!!」（1974年） - キバラ特使
  - 仮面ライダーストロンガー 第3話「スリラーハウスが子供を呼ぶ!!」（1975年） - 北村
- ターゲットメン（1971年、NET / 東映）
- 刑事くん（1971年、TBS / 東映）
  - 第1部 第11話「泣くなつむじ風」 (1971年)
  - 第2部 第12話「乙女の祈り」 (1973年)
- 超人バロム・1 第8話「毒液魔人ナマコルゲ」（1972年、YTV / 東映） - 加見山
- 太陽にほえろ! 第36話「危険な約束」（1973年、NTV / 東宝） - 新村健（「旅路」の客のヤクザ）
- 非情のライセンス（NET / 東映）
  - 第1シリーズ
    - 第18話「兇悪の里」（1973年） - 九島巡査
    - 第40話「兇悪の望郷」（1974年） - 上野

  - 第2シリーズ
    - 第24話「兇悪の献身」（1975年） - 武藤
    - 第64話「兇悪の失恋」（1976年） - 松木
- ザ・ボディガード 第6話「狙われた人妻」（1974年、NET / 東映）
- ザ★ゴリラ7 第4話「ゴリラ撲滅大作戦」（1975年、NET / 東映）
- 夜明けの刑事 第54話「消えた女子高校生歌手の秘密」（1976年、TBS / 大映テレビ）
- がんばれ!!ロボコン 第112話「ヘトヘトリン!! 昔のくらし楽じゃない!」（1977年、NET / 東映） - 山中一刀斉
- 新幹線公安官 第1シリーズ 第4話「サラトガ本線最終駅」（1977年、ANB / 東映）
- 特捜最前線（ANB / 東映）
  - 第25話「北陸路 七年後の女」（1977年）
  - 第41話「シクラメンは見ていた!」（1978年）
  - 第77話「挑戦I・おじさんは刑事だった!」（1978年）
  - 第78話「挑戦II・僕はおじさんを許さない!」（1978年）
  - 第79話「挑戦III・十三歳の旅立ち!」（1978年）
  - 第93話「頭蓋骨を愛した女!」（1979年）
  - 第123話「豪華フェリージャック・恐怖の20時間!」（1979年）
  - 第145話「凶器が歩く街!」（1980年）
  - 第199話「悪魔のような女!」（1981年）
  - 第254話「海に消えた殺人婦警!」（1982年）
  - 第303話「20歳のイルミネーション!」（1983年）
- ロボット110番 第30話「ガンガラファイトを取り戻せ」（1977年、ANB / 東映） - 須形コンシロウ
- 大追跡 第17話「殺し屋」（1978年、NTV / 東宝）
- スパイダーマン 第34話「びっくりカメラ殺人事件」（1979年、12ch / 東映） - 富田
- ザ・スーパーガール（12CH / 東映）
  - 第2話「ピンクの肌は現ナマに燃えた」（1979年） - 真田支店長（明和銀行城北支店）
  - 第50話「浮気の代償はお金といのち」（1980年） - 若月昌三(若月病院院長)
- 西部警察（ANB / 石原プロ）
  - 第9話「ヤクザ志願」（1979年） - 葉山（針尾組組長）
  - 第32話「俺の愛した小さい奴」（1980年） - 古株義人
  - 第105話「謎のルート・マカオ」（1981年） - 笠原巌
- 鉄道公安官 第37話「遠い旅・殺人者の青春」（1980年、ANB / 東映） - ラーメン屋の親父
- 特命刑事 第3話「スキャンダル・レディー」（1980年、NTV / 東映） - 土橋勇太郎
- 大捜査線 第28話「贋札遊戯」（1980年、CX / ユニオン映画）
- ザ・ハングマンシリーズ（ABC / 松竹芸能）
  - ザ・ハングマン 第17話「地獄へ送る世紀の大魔術」（1981年） - 旭星会会長
  - ザ・ハングマンII 第20話「美人姉妹の危険な就職」（1982年） - 池田社長（大星物産）

### 映画
- 人間魚雷 あゝ回天特別攻撃隊（1968年、東映京都） - 麻生技術大佐
- 博奕打ち 殴り込み（1968年、東映京都） - 矢島徳治
- 獄中の顔役（1968年、東映東京） - 徳丸市議
- 馬賊やくざ（1968年、東映京都） - 安川大佐
- 兄弟仁義 逆縁の盃（1968年、東映京都） - 鉄
- 横紙破りの前科者（1968年、東映京都） - 竹上隆吉
- 博徒列伝（1968年、東映京都） - 明石屋京平
- 待っていた極道（1969年、東映京都） - 丹羽
- 現代やくざ 与太者の掟（1969年、東映東京） - 岩上剛治
- 妖艶毒婦伝 人斬りお勝（1969年、東映東京） - 四つ谷左文次
- 戦後最大の賭場（1969年、東映京都） - 田代巳代吉
- 日本暴力団 組長と刺客（1969年、東映東京） - 牛島貫治
- 博奕打ち 流れ者（1970年、東映京都） - 赤松勘二
- 不良番長 出たとこ勝負（1970年、東映東京） - 観光協会長
- 懲役太郎 まむしの兄弟（1971年、東映京都） - 陳永世
- まむしの兄弟 お礼参り（1971年、東映京都） - 徳丸厳
- 博徒斬り込み隊（1971年、東映東京）- 警察幹部(警察庁)
- 昭和残侠伝 吼えろ唐獅子（1971年、東映東京） - 矢崎
- 日本暴力団 殺しの盃（1972年、東映京都） - 源田
- やくざと抗争（1972年、東映東京） - 柏原
- 非情学園ワル 教師狩り（1973年、東映東京） - 田所彦造
- 実録安藤組 襲撃篇（1973年、東映東京） - 警視総監
- 人間の証明（1977年、角川春樹事務所 / 東映） - 本部長

### 舞台
- 新選組始末記（1962年） - 原田左之助
- 東映劇団公演（明治座）
  - 「次郎長外伝 荒神山」（1969年） - 玉屋の玉吉
  - 「人生劇場 飛車角と吉良常」（1969年） - デカ虎
  - 「瞼の母」（1970年） - 鳥羽田要助
  - 「歌う弥次喜多膝栗毛」（1970年） - 大熊大八郎
- 北島三郎 特別公演「北海の親子星」（1972年、新宿コマ劇場） - 徳二郎
- 水前寺清子 歌手生活十周年記念公演「おひかえなすって 姉ちゃん仁義」（1975年、新宿コマ劇場）
- 水前寺清子公演「チータの新あんみつ姫」（1976年、新宿コマ劇場）
- 極楽島物語
- 八代亜紀 特別公演「不知火おんな節」（1981年、新宿コマ劇場）
- 橋幸夫 特別公演「木曾節三度笠 旅がらす地蔵峠」（1981年、中日劇場）

## 註
1. 1 2 3  読売新聞「お顔拝借　山岡徹也　気さくな“かたき役”」1963年5月30日付け夕刊12頁